# Fulgoridicida dichroma
Fulgoridicida dichroma är en stekelart som beskrevs av Perkins 1906. Fulgoridicida dichroma ingår i släktet Fulgoridicida och familjen sköldlussteklar. Inga underarter finns listade i Catalogue of Life.